# Te Deum (Bruckner)

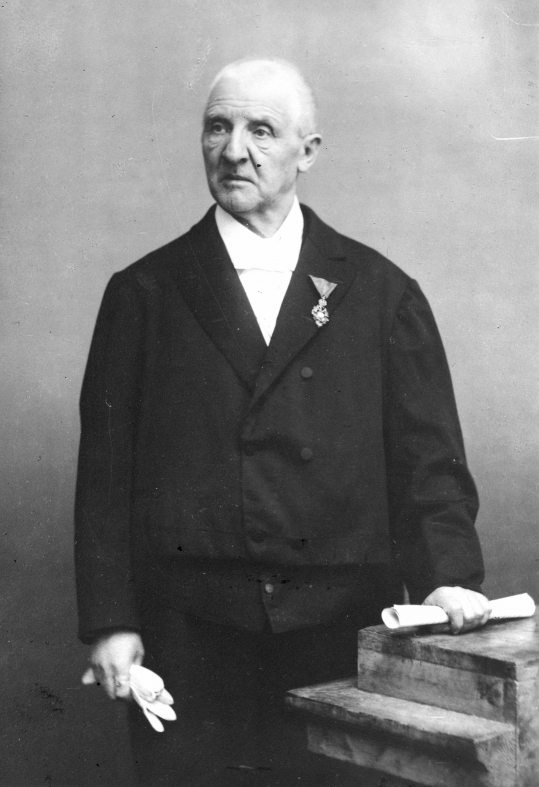
Il compositore nel 1886

Il Te Deum in do maggiore, WAB 45 è un'ambientazione dell'inno Te Deum, composto da Anton Bruckner per coro SATB e solisti, orchestra e organo ad libitum. 

## Storia
Bruckner iniziò a lavorare al suo Te Deum dal 3 al 17 maggio 1881, quando stava ultimando la sua Sinfonia n. 6. Dopo aver terminato la sua successiva Sinfonia n. 7, Bruckner riprese a lavorarvi il 28 settembre 1883. La partitura vocale e orchestrale fu completata il 7 marzo 1884. La parte ad lib. per organo fu aggiunta su una partitura separata il 16 marzo 1884. Il compositore dedicò il brano A.M.D.G. "in segno di gratitudine per avermi portato a Vienna sano e salvo, attraverso tanta angoscia."
Il Te Deum fu rappresentato per la prima volta al Kleiner Musikvereinssaal di Vienna il 2 maggio 1885, con i solisti Frau Ulrich-Linde, Emilie Zips, Richard Exleben e Heinrich Gassner, con il coro della Wiener Akademischer Richard Wagner Verein, e Robert Erben e Joseph Schalk su due pianoforti, in sostituzione dell'orchestra. Hans Richter diresse la prima esecuzione con orchestra completa il 10 gennaio 1886 alla Großer Musikvereinssaal di Vienna.
Da allora in poi ci furono quasi altre trenta rappresentazioni durante la vita di Bruckner. L'ultima esibizione, alla quale partecipò Bruckner, fu diretta da Richard von Perger su suggerimento di Johannes Brahms. Sulla sua copia della partitura, Gustav Mahler ha cancellato "für Chor, Soli und Orchester, Orgel ad libitum" (per coro, solisti e orchestra, organo ad libitum) e ha scritto "für Engelzungen, Gottsucher, gequälte Herzen und im Feuer gereinigte Seelen!" (per le lingue degli angeli, il cielo benedetto, i cuori castigati e le anime purificate nel fuoco!). Lo stesso compositore ha definito l'opera "l'orgoglio della sua vita".
La prima esibizione negli Stati Uniti avvenne al Cincinnati May Festival il 26 maggio 1892. Theodore Thomas diresse la Chicago Symphony Orchestra, il Cincinnati May Festival Chorus e i solisti Corinne Moore-Lawson, Marie Ritter-Goetze, Edward Lloyd e George Ellsworth Holmes.
La bozza del 1881 e il primo schizzo del 1883 sono conservati nell'archivio dell'Abbazia di Kremsmünster. La parte vocale, la partitura orchestrale, e lo spartito per organo ad lib. del 1884 sono conservate nell'archivio della Biblioteca nazionale austriaca.

## Versioni ed edizioni
- Versione bozza del 1881 (Ed. Franz Scheder)

La bozza del 1881, il cui manoscritto è conservato nell'archivio dell'Abbazia di Kremsmünster, comprende le partiture vocali e alcune orchestrazioni di base. È più corto della versione finale (357 battute contro 513). In particolare, l'Aeterna fac è diverso e molto più breve e la fuga finale non è ancora composta.
- Versione finale del 1884: Rättig, Vienna (1885), Leopold Nowak (1962)

Il Te Deum fu pubblicato per la prima volta nel 1885 da Theodore Rättig, che pagò a Bruckner 50 gulden, "l'unico denaro che abbia mai guadagnato come compositore in tutta la sua vita". Un'altra importante differenza con le altre prime pubblicazioni di Bruckner è che ci sono poche differenze tra essa e il manoscritto originale. "La più importante [differenza] è l'assenza degli accordi di trombone e contrabbasso tuba alle battute 275 e 283 della sezione Salvum fac. Alla battuta 26 il secondo clarinetto ha una nota diversa e nella prima edizione i clarinetti sono in si bemolle invece che in la come nel manoscritto originale", senza alcuna ricomposizione da parte dei fratelli Schalk.

## Ambientazione
L'opera è scritta per coro SATB e solisti, orchestra (2 flauti, 2 oboi, 2 clarinetti in la, 2 fagotti, 4 corni in fa, 3 trombe in fa, tromboni contralto, tenore e basso, tuba, timpani in do e sol e archi) e organo ad libitum.
L'ambientazione in "forma ad arco" è in cinque sezioni:
1. "Te Deum laudamus" – Allegro, Feierlich, mit Kraft, do maggiore
2. "Te ergo quaesumus" – Moderato, fa minore
3. "Aeterna fac" – Allegro, Feierlich, mit Kraft, re minore
4. "Salvum fac populum tuum" – Moderato, fa minore
5. "In Te, Domine speravi" – Mäßig bewegt, do maggiore

Durata totale: circa 24 minuti.
La prima sezione si apre in uno sfolgorante do maggiore del coro all'unisono, spinto da un potente punto di pedale di quinte aperte dell'organo e un motivo di quinte aperte negli archi. Successivamente entrano i solisti e il coro, mentre la musica si muove attraverso processi e modulazioni distintamente bruckneriani. La seconda sezione in fa minore (Te ergo quaesumus) è di natura serena e implorante, con un espressivo tenore solista e un violino solista. La terza sezione (Aeterna fac), nella tonalità di re minore prediletta da Bruckner, è quasi apocalittica nella sua furia. Spinto da un dispositivo ritmico, attinge a tutte le risorse del coro e dell'orchestra prima di giungere a una cadenza improvvisa e irrisolta. La quarta sezione (Salvum fac populum tuum), che inizia come ripetizione della seconda sezione, questa volta con voci femminili che accompagnano il tenore, si evolve, dopo un assolo di basso e un punto di pedale del coro su et rege eos, et extólle illos usque in aeternum, alla sottosezione Per singulos dies, che richiama il fervore e l'energia dell'apertura. La sezione finale in do maggiore, che inizia con il quartetto solo, culmina in una fuga gioiosa, seguita da un corale appassionato sulle parole non confundar in aeternum, che è lo stesso del tema principale dell'Adagio della Sinfonia n. 7. Ritorna la figura degli archi di apertura, mentre l'intero ensemble porta l'opera a una potente conclusione.

## Discografia selezionata

### Versione bozza del 1881
C'è un'unica edizione di questa versione bozza:
- Klaus Dieter Stolper, coro occasionale con accompagnamento pianistico restaurato di Annie Gicquel, Norimberga, dal vivo 07-10-2003 – CD Noris Ton, pubblicazione privata (con la Sinfonia n. 7 della Bayrisches Ärzteorchester).

### Versione finale del 1884
La prima registrazione fu di Felix Gatz con il Bruckner-Chor e la Staatskapelle Berlin nel 1927: disco 78 giri Decca 25159 (solo le parti 1 e 2). Questa registrazione storica può essere ascoltata sul sito web di John Berky. La prima registrazione completa fu di Bruno Walter con il Coro della Wiener Staatsoper e i Wiener Philharmoniker nel 1937.
Durante l'era nazista, il Te Deum e il Salmo 150 di Bruckner furono ignorati, perché la loro esistenza contraddiceva il mito nazista secondo cui l'esposizione alla musica di Richard Wagner aveva liberato Bruckner dai legami con la chiesa. Fu solo dopo la guerra che Eugen Jochum attirò l'attenzione sul Te Deum di Bruckner e su altra musica sacra, dirigendo diversi concerti e registrazioni. Herbert von Karajan e Bruno Walter presto seguirono l'esempio.
Alcune di queste registrazioni del dopoguerra:
- Eugen Jochum, coro della radio bavarese e orchestra sinfonica - disco 78 giri Polydor 72020-1, 1950; trasferito in seguito su LP: DG 16002, e CD: Forgotten Records fr 227/8 (con la Sinfonia n. 7)
- Herbert von Karajan, Singverein der Gesellschaft der Musikfreunde Wien e Vienna Symphonic Orchestra - LP: Melodrama DSM B01, 1952; trasferito su CD: Arkadia CDGI 705.2 (con la Sinfonia n.8)
- Bruno Walter, Westminster Choir, New York Philharmonic Orchestra - LP: Columbia ML6EYE 4980, 1953; trasferito in seguito su CD: CD: Sony SMK 64 480 (con il Requiem di Mozart)
- Volkmar Andreae, Singverein der Gesellschaft der Musikfreunde Wien, Orchestra Sinfonica di Vienna, 1953 - CD: Music & Arts 1227 (9 CD, incl. Sinfonie 1-9)

Ci sono più di 100 registrazioni del Te Deum di Bruckner, perlopiù insieme a una sinfonia o un altro lavoro corale. Secondo Hans Roelofs, la registrazione di Jochum del 1965 rimane ancora il riferimento. Altre registrazioni eccellenti, secondo Hans Roelofs, sono tra le altre quelli di Rögner, Barenboim, Best, Rilling e Luna.
- Eugen Jochum, Chor der Deutschen Oper Berlin, Berliner Philharmoniker, Wolfgang Meyer (organo) – LP: DG 139117/8, 1965 (con Sinfonia n. 9); trasferito in seguito su CD: DG 413 603.
- Herbert von Karajan, Singverein der Gesellschaft der Musikfreunde Wien, Berliner Philharmoniker, Rudolf Scholz (Organ) – LP: DG 2530 704, 1975 (con Messa dell'incoronazione di Mozart); trasferito in seguito su CD: DG 453 091-2 (con il Requiem di Verdi)
- Daniel Barenboim, Chicago Symphony Orchestra e Coro – LP: DG 2741 007 (con Sinfonia n. 8), 1981; trasferito successivamente su CD: DG 435 068 (con Sinfonia n. 1)
- Heinz Rögner, Rundfunkchor Berlin e RSO East-Berlin – CD: Ars Vivendi 2100 172, 1988 (con Messa n. 2)
- Matthew Best, Corydon Singers and Orchestra, James O'Donnell (organo) – CD Hyperion CDA66650, 1993 (con Messa No. 1)
- Helmuth Rilling, Gächinger Kantorei Stuttgart e Bach-Collegium Stuttgart – CD: Hänssler 98.119, 1996 (con Messa n. 2 e Salmo 150)
- Ricardo Luna, Wiener Madrigalchor, Chorvereinigung Schola Cantorum e Orchestra Sinfonica della Wiener Volksoper, István Mátiás (organo) - CD edito dalla Wiener Madrigalchor: WMCH 024, 2008 live (con Messa n. 3).

## Influssi
Gustav Mahler nella sua copia della partitura sostituì il sottotitolo "per coro, solisti, orchestra e organo ad libitum" con la dicitura "per voci degli angeli, cercatori di Dio, cuori in pena e anime destinate alle fiamme eterne".